# Кугсак-45

Старий логотип клубу

Кугсак-45 Касігіаннгуїт або просто «Кугсак-45» (гренл. Kugsak-45 Qasigiannguit) — професіональний ґренландський футбольний клуб з міста Касігіаннгуїт.

## Історія
Футбольний клуб «Кугсак-45» було засновано 23 квітня 1945 року в місті Касігіаннгуїт в центральній частині Західної Гренландії. Клуб двічі перемагав у національному чемпіонаті. Останнім вагомим досягненням були срібні нагороди національного чемпіонату 2007 року.

## Досягнення
- Кока-кола ҐМ
  -  Чемпіон (2): 1995, 2002
  -  Срібний призер (6): 1996, 1999, 2000, 2001, 2003, 2007
  -  Бронзовий призер (1): 1997